# Écureuil géant oriental
Ratufa bicolor
Espèce
Statut de conservation UICN

 NT  : Quasi menacé
Statut CITES
L'Écureuil géant oriental ou écureuil géant de Malaisie (Ratufa bicolor) est une espèce d'écureuil qui se rencontre principalement en Asie.

## Description
Ce rongeur est caractérisé par sa taille : il mesure en moyenne 37,3 cm de long (tête et corps) et a une queue d'environ 46,1 cm de long. Le dessus de son corps est noir ou foncé, sa queue noire, les parties ventrales et faces internes de ses membres chamois ou orange.

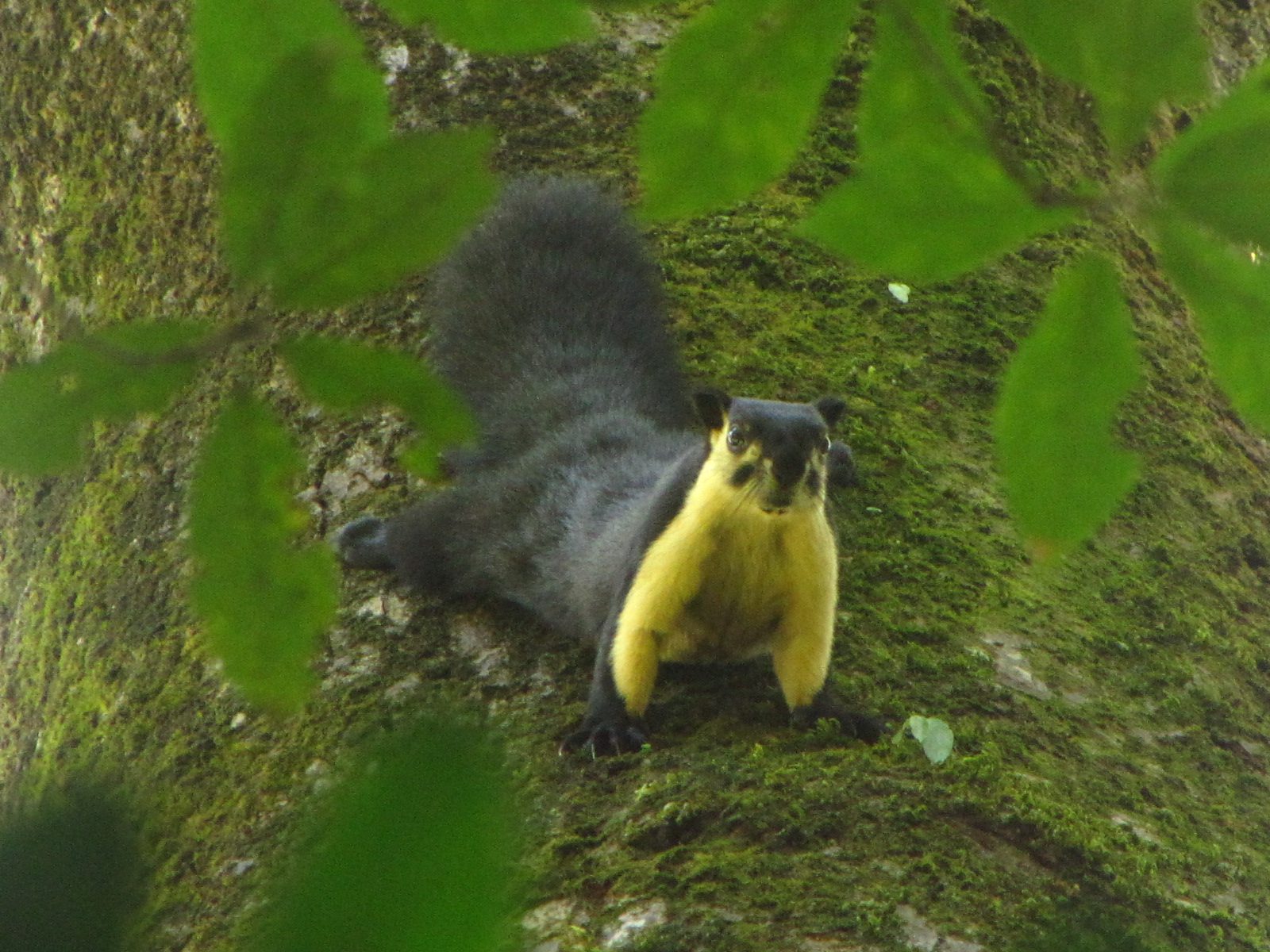
Écureuil géant oriental, parc national de Namdapha, Inde

Il pèse environ 1,4 kg.

## Répartition
Son aire de répartition est : Birmanie, Chine du sud (y compris Hainan), nord-est de l'Inde (Assam), Indonésie (Bali, Java, Sumatra), Thaïlande, Cambodge, Laos, Malaisie, Népal, Viêt Nam.

Aire de répartition de l'écureuil géant oriental

## Habitat
Il vit dans les arbres des forêts tropicales dans les collines et dans les montagnes jusqu'à 2200m.
Il passe presque tout son temps dans les arbres et il ne descend que très rarement à terre. La nuit, il dort dans un creux d'arbre dans lequel il retourne chaque jour.

## Alimentation
Il se nourrit principalement de noix, de feuilles, de baies et de fruits ainsi que de diverses graines et de pommes de pins.
Il mange aussi des insectes, des mollusques et des oisillons et adore gober les œufs d'oiseaux.

## Reproduction
Après environ un mois de gestation la femelle donne le jour à 2 ou 3 petits. Ceux-ci naissent aveugles et n'ouvrent les yeux qu'au bout d'un mois. Dix jours plus tard ils commencent à quitter le nid mais ils tètent leur mère pendant 9 à 10 semaines.